# 河西麻希
河西 麻希（かさい まき）は日本のサクソフォーン奏者。神奈川県出身。昭和音楽大学卒業。
日本クラシック音楽コンクール2002年度 第12回 サクソフォーン部門 一般の部1位。